# Circuit des plages vendéennes
Le Circuit des plages vendéennes est une course cycliste disputée au mois de février sur plusieurs épreuves. Elle fait partie du calendrier national de la Fédération française de cyclisme.
L'édition 2021 est annulée en raison du contexte sanitaire lié à la pandémie de Covid-19.

## Palmarès
| Année | Vainqueur           | Deuxième                  | Troisième           |
| ----- | ------------------- | ------------------------- | ------------------- |
| 1987  | Claude Moreau       | Georges-Henri Nomari      | Michel Larpe        |
| 1988  | Laurent Madouas     | Serge Quéméneur           | Michel Lallouet     |
| 1989  | Olivier Perieyras   | Cyril Martin              | André Urbanek       |
| 1990  | Hervé Boussard      | Michel Lallouët           | Yoann Maréchal      |
| 1991  | Czeslaw Rajch       | Hervé Boussard            | André Urbanek       |
| 1992  | Mickaël Boulet      | Zbigniew Ludwiniak        | Marek Świniarski    |
| 1993  | Frédéric Guesdon    | Laurent Drouin            | Franck Bordevaire   |
| 1994  | Olivier Ouvrard     | Walter Bénéteau           | Frédéric Guesdon    |
| 1995  | Damien Nazon        | Janek Tombak              | Christophe Faudot   |
| 1996  | Janek Tombak        | Christophe Faudot         | Olivier Perraudeau  |
| 1997  | Olivier Perraudeau  | Roger Hammond             | Franck Laurance     |
| 1998  | Janek Tombak        | Tim De Peuter             | Saulius Ruškys      |
| 1999  | Christian Blanchard | Sébastien Joly            | Sylvain Chavanel    |
| 2000  | Sébastien Pineau    | Johan Jacquet             | Stéphane Simon      |
| 2001  | Bertrand Guerry     | Franck Laurance           | Jimmy Engoulvent    |
| 2002  | Samuel Rouyer       | Fabien Fernandez          | Frédéric Rouaud     |
| 2003  | Jean Zen            | Anthony Ravard            | Stéphane Bonsergent |
| 2004  | Stéphane Bonsergent | Alexandre Pichot          | Yohann Gène         |
| 2005  | Benoît Daeninck     | Russell Downing           | Joel Pearson        |
| 2006  | Cyrille Noël        | Dimitri Champion          | Sébastien Turgot    |
| 2007  | Franck Vermeulen    | Thibaut Macé              | Bastien Delrot      |
| 2008  | Guillaume Blot      | Jelle Hanseeuw            | Joel Pearson        |
| 2009  | Julien Fouchard     | Thibaut Macé              | Cyrille Patoux      |
| 2010  | Tony Hurel          | Jérôme Cousin             | Justin Jules        |
| 2011  | Freddy Bichot       | Maxime Le Montagner       | Kévin Denis         |
| 2012  | Morgan Lamoisson    | Romain Mathéou            | Julien Duval        |
| 2013  | Yannis Yssaad       | Tomasz Olejnik            | Robin Stenuit       |
| 2014  | Camille Thominet    | Ronan Racault             | Julien Morice       |
| 2015  | August Jensen       | Håvard Blikra             | Maxime Le Montagner |
| 2016  | Charles Herbert     | Kévin Le Cunff            | Kévin Fouache       |
| 2017  | Clément Orceau      | Frédéric Guillemot        | Erwan Brenterch     |
| 2018  | Fabien Schmidt      | Tony Hurel                | Thibault Ferasse    |
| 2019  | Yannis Yssaad       | Clément Orceau            | Louis Lapierre      |
| 2020  | Dylan Kowalski      | Valentin Ferron           | Fabien Rondeau      |
| 2021  | annulé              | annulé                    | annulé              |
| 2022  | Théo Menant         | Enzo Boulet               | Louis Lapierre      |
| 2023  | Lucas Boniface      | Théo Cotard               | Antoine Devanne     |
| 2024  | Henry Lawton        | Benjamin Marais           | Victor Papon        |
| 2025  | Matthew Fox         | Florentin Lecamus-Lambert | Damien Ridel        |